# Belden (entreprise)
Pour les articles homonymes, voir Belden.
Belden, est une entreprise américaine présente dans l'électronique.

## Histoire
En décembre 2014, Belden acquiert l'entreprise de sécurité informatique Tripwire pour 710 millions de dollars.